# La Drenne
La Drenne – gmina we Francji, w regionie Hauts-de-France, w departamencie Oise. W 2013 roku liczba ludności wynosiła 926 mieszkańców.
Gmina została utworzona 1 stycznia 2017 roku z połączenia trzech ówczesnych gmin: Le Déluge, La Neuville-d’Aumont oraz Ressons-l’Abbaye. Siedzibą gminy została miejscowość Le Déluge.